# Али Хасан аль-Халяби
Али́ Ха́сан аль-Халяби́ (араб. علي حسن الحلبي‎, 18 декабря 1960, Эз-Зарка — 15 ноября 2020, Амман) — известный исламский богослов из Иордании, реформист, ученик Насируддина аль-Албани.

## Биография
Его полное имя: Абу-ль-Харис Али ибн Хасан ибн Али ибн Абд аль-Хамид аль-Халяби аль-Асари. Он родился в городе Эз-Зарка в Иордании 29 числа месяца джумада ас-сани 1380 года по хиджре (19 декабря 1960). Отец и дед аль-Халяби были палестинцами, переселившимися из города Яффа.
Аль-Халяби обучался у Насируддина аль-Албани, Абдуль-Вадуда аз-Зурари и др. улемов. Первая его встреча с аль-Албани произошла в Аммане в 1977 году.
В 1994 году, когда аль-Халяби подверг критике политику примирения Иордании с Израилем, ему было запрещено проводить проповеди. Также были запрещены еженедельные уроки в мечети, где собиралось более 300 слушателей.
В конце 1990-х годов между аль-Халяби и другим иорданским богословом — Мухаммадом Абу Рухайимом вспыхнула вражда на почве споров вокруг темы мурджиизма и такфира (обвинение в неверии). После диспута между ними в присутствии Насируддина аль-Албани, последний рассудил, что позиция аль-Халяби является верной, а его оппонент ошибается. Позднее, в 1998 году Мурад Шукри опубликовал труд под названием «Ихкам ат-такрир», которую похвалил аль-Халяби и рекомендовал к чтению, однако саудовский богослов и муфтий Ибн Баз назвал выводы этой книги ошибочными и «мурджиитскими».
Упомянутая выше вражда между аль-Халяби и Абу Рухайимом не прекратилась и после кончины аль-Албани. На сторону Абу Рухайима перешёл один из соратников аль-Албани — Мухаммад Ибрахим Шакра. Аль-Халяби опубликовал несколько книг, направленных против его оппонентов («ат-Тахзир мин фитна ат-такфир», «Сайхат ан-надир би-хатр ат-такфир»), но они не получили поддержки у саудовских улемов и были признаны ошибочными (решение № 21517 Постоянного комитета по фетвам от 12 сентября 2000 года). Однако автор не согласился с этой оценкой и не стал отказываться от своих убеждений. Именно 2000-е годы стали временем окончательного разрыва между аль-Халяби и рядом авторитетных салафитских богословов (в основном из Саудовской Аравии), которые написали опровержения с критикой в его адрес (Раби аль-Мадхали, Ахмад ан-Наджми и др.).
Али аль-Халаби был одним из основателей газеты «аль-Асала» (араб. الأصالة‎), а после смерти Насируддина аль-Албани (1999 год) приложил руку к открытию центра (марказ) его имени и фактически стал новым главой общины иорданских квиетистов — мусульман, безучастных к политической жизни (противоположность политическому исламу).
Али Хасан аль-Халяби умер 15 ноября 2020 года в Аммане. За два дня до это в своём Твиттере он сообщил, что у него обнаружили коронавирус.

## Критика
В ранние годы его деятельности с похвалой в адрес аль-Халяби выступали такие салафитские шейхи, как Ибн Баз, Бакр Абу Зейд, Мукбиль ибн Хади, Абдуль-Мухсин аль-Аббад и др. В его адрес также звучала и критика со стороны некоторых представителей салафизма из Иордании (Мухаммад Абу Рухайим, Мухаммад Ибрахим Шакра). Аль-Халяби и его коллегу Машхура Салмана нередко обвиняли в плагиате. Однако спустя годы шейх Фаузан, а также постоянный комитет по фетвам Саудовской Аравии признал ошибочными ряд его книг и сделал опровержения Халяби из-за ошибок в вопросе имана. Среди ученных, высказавших критику в адрес Али Хасана аль-Халяби: Ахмад ан-Наджми, Салих аль-Фаузан, Раби ибн Хади и др.